# فرط الشعر
فرط الشعر (المسمى أيضا بمتلازمة أمبراس ) هو معدل غير طبيعي لنمو الشعر في الجسم. extensive cases of hypertrichosis have informally been called werewolf syndrome, وقد سمّيت الكثير من حالات الإصابة بفرط الشعر بمتلازمة المستئذبين، وهي تسمية غير رسمية، وذلك لأن المظهر الخارجي يشبه أسطورة المستئذبين. هنالك نوعان مختلفان لفرط الشعر وهما: فرط الشعر الكلي، وهو الذي يظهر في جميع اجزاء الجسم، وفرط الشعر الموضعي، والذي يكون محدود في منطقة معينة من الجسم. Hypertrichosis can be either congenital (present at birth) or acquired later in life. كما يمكن لفرط الشعر أن يكون خلقي منذ الولادة أو مكتسب. تظهر زيادة نمو الشعر في مناطق مختلفة من الجلد باستثناء شعر العانة الناتج عن هرمون الأندروجين والوجه ومنطقة الإبطين.
كان لدى العديد من مؤدي عروض السيرك في القرن التاسع عشر والعشرين فرط في الشعر مثل جوليا باسترانا وقد عمل كثير منهم كمفزعين وقد نجحوا بذلك كونهم يمتلكون صفات بشرية وحيوانية.

## التصنيف
هناك طريقتان لتصنيف فرط الشعر الأولى تقسم التصنيف إلى الكلي مقابل المحلي بينما الأخرى تقسمه إلى خلقي مقابل مكتسب.

### فرط الشعر الخلقي
التغير الوراثي هو ما يسبب الأنواع الخلقية من فرط الشعر، وبعكس الأنواع المكتسبة، فهي جدا نادرة ودائما ما تكون موجودة منذ الولادة. 

### فرط الشعر الوبري
فرط الشعر الخلقي الوبري يلاحظ عند الولادة حيث يكون المولود مغطى بالكامل بشعر وبري خفيف. ففي الظروف الطبيعية يتساقط الشعر الوبري قبل الولادة أما في حالة الإصابة بفرط الشعر الخلقي فإنه يبقى إلى ما بعد الولادة. هناك مناطق معينه لا تتأثر بهذا النوع من فرط الشعر وهي راحة اليدين وباطن القدمين والأغشية المخاطية. ومع تقدم العمر فإن الشعر الوبري قد يخف تاركا مناطق معينه فقط يفرط فيها الشعر.
```

```

### فرط الشعر الكلي
.فرط الشعر الخلقي الكلي يسبب ظهور شعر زائد في منطقة الوجه والجزء العلوي من الجسم عند الرجال أما بالنسبة للنساء فإن توزيع الشعر يكون أقل حدة. هناك مناطق معينه لا تتأثر بهذا النوع من فرط الشعر وهي راحة اليدين وباطن القدمين والأغشية المخاطية. 

### فرط الشعر الدائم
يتميز فرط الشعر الخلقي الدائم بظهور شعر مصطبغ كليا ويغطي كامل الجسم وعادة مايرافق هذه الحالة تضخم في اللثة. يعد هذا النوع هو النوع الأوفق لمصطلح «متلازمة المستئذبين» بسبب ظهور الشعر السميك والداكن. وفي بعض الأحيان يعمل من لديهم هذه الحالة كمؤدي عروض سيرك وذلك بسبب هيئتهم الغير عاديه.

### فرط الشعر المقيد
يرتبط فرط الشعر الخلقي المقيد بظهور شعر زغبي وسميك في الأطراف العلوية من الجسم. ويعنى بالمقيد أن فرط الشعر يكون مقيد بأجزاء معينه من الجسم، وفي هذه الحالة، هي الأسطح خارجة الحواس من الأطراف العلوية. في متلازمة الكوع المفرط الشعر، وهي نوع من فرط الشعر الخلقي المقيد، يظهر الشعر المفرط على الكوع وحوله. ويظهر هذا النوع من فرط الشعر عند الولادة ويقل في مرحلة البلوغ ويصبح دائم مع تقدم العمر.
```

```

### فرط الشعر المحلي
فرط الشعر الخلقي المحلي هو زيادة محددة في كثافة الشعر وطوله. 

### فرط الشعر الوحمي
فرط الشعر الوحمي قد يظهر عند الولادة أو مع مرور الوقت. وفي هذا النوع يظهر الشعر الزائد والدائم في مناطق مفصولة وعادة لايرتبط بأي أمراض أخرى. 

### فرط الشعر المكتسب
يظهر فرط الشعر المكتسب بعد الولادة. ومن أسبابه المتعددة الآثار الجانبية للأدوية والمرتبطة بمرض السرطان واضطرابات الأكل. ويمكن الحد من هذا النوع باستخدام علاجات مختلفة.

### فرط الشعر الوبري
يتميز فرط الشعر المكتسب الوبري بنمو سريع للشعر الوبري وخصوصا في منطقة الوجه. ويظهر الشعر أيضا في الساقين والأبطين بينما لا تتأثر راحة اليدين وباطن القدمين. لا تعتبر زيادة هذا الشعر مضرة حيث يكون ناعم وغير مصطبغ.

### فرط الشعر الكلي
فرط الشعر المكتسب الكلي عادة مايظهر في منطقة الخدين والشفة العلوية والذقن ونادرا ما يظهر في منطقة الساعدين والساقين. والعيب الآخر المرتبط بهذا النوع هو تعدد الشعرات من نفس البصيلة. وقد يتضمن أيضا أنماط من نمو الشعر الغير طبيعي كالذي يحدث في الأهداب، حيث ينمو الرمش للخلف ويلامس قرنية أو ملتحمة العين، وهي الحالة المعروفة بانحراف الأهداب. ومن المعروف أن علاجات المينوكسيديل الفموية تسبب هذه الحالة. . أما علاج المينوكسيديل الموضعي الذي يستخدم في حالات تساقط الشعر فإنه يسبب نمو الشعر في المناطق التي استخدم فيها لكن هذا الشعر يختقي بعد التوقف عن استخدام العلاج بمدة قصيرة.

### فرط الشعر النمطي
فرط الشعر المكتسب النمطي هو زيادة نمو الشعرعلى شكل أنماط وهو مشابه لفرط الشعر المكتسب الكلي ويعد علامة ضرر داخلي.

### فرط الشعر المحلي
فرط الشعر المكتسب المحلي هو زيادة في كثافة الشعر وطوله وغالبا مايكون نتيجة صدمة أو غضب. ويتقيد هذا النوع بإجزاء معينة من الجسم.

## الشعرانية
عادة مايصنف فرط الشعر على نحو خاطئ بالشعرانية. فالشعرانية هي نوع من فرط الشعر مقصورة على النساء والأطفال نتيجة لزيادة في نمو الشعر بالمتحسس بهرمون الاندروجين. و يظهر لدى المصابين بالشعرانية أنماط من نمو شعر الذكر البالغ فغالبا ما يظهر شعر الصدر والظهر عند النساء المصابات بالشعرانية.
تعد الشعرانية مكتسبة وخلقية معا وترتبط بفرط الهرمونات الذكرية عند النساء وبالتالي قد تتضمن الأعراض ظهور حب الشباب وعمق الصوت وعدم انتظام فترة الحيض وتكوين جسد بمظهر ذكري أكثر. يعتبر ارتفاع الأندروجين، وهو هرمون الذكورة، السبب الرئيسي لمعظم حالات الشعرية ففي هذه الحالة يمكن علاجها بأدوية تقلل من نسبة الهرمون. ويمكن لبعض أدوية منع الحمل وأن تقلل من نسبة هذا الهرمون.
== فرط الشعر الانتهائي الخلقي == (بالإنجليزية: Hypertrichosis)‏ 

هو نمو شعر زائد عن المعدل الطبيعي إما أن يكون خلقي أو يكون مكتسب وغالبا ما يسمى الشخص الذي يعاني منه بالمسخ. وهو وراثي.

## العلامات والأعراض
تعتبر زيادة الشعر الصفة الأساسية لجميع أنواع فرط الشعر. فرط الشعر عادة مايكون الشعر أطول من المتوقع وقد يتكون من أي نوع من الشعر ( الوبري والزغبي والدائم). الأنواع النمطية لفرط الشعر تسبب نمو شعر على أنماط. أما الأنواع الكلية فرط الشعر فتسبب نمو الشعر على كامل الجسم. . والأنواع المحلية والمقيدة فتؤدي إلى نمو شعر مقيد بمناطق معينة. 

## الأسباب
الوراثة

## فرط الشعر الوبري
فرط الشعر الخلقي الوبري قد يكون نتيجة تحول عكسي في كروموسوم 8q ولكن قد يكون أيضا نتيجة تحول جيني طبيعي بدلا من الوراثة. هذا النوع هو اضطراب جلدي صبغي سائد ( أي أنه غير واقع في الكروموسومات الجنسية).

فرط الشعر الكلي
يعد لدى فرط الشعر الخلقي الكلي نمط سائد للوراثة وارتبط بالكروموسوم xq24-q27.1 . فالمرأة المصابة ( التي تحمل جين فرط الشعر ) لديها فرصة بنسبة 50% لنقل الجين لنسلها. بينما ينقل الرجل المصاب يهذا النوع لبناته فقط من غير الأولاد.

فرط الشعر الكلي الدائم

يعتقد بأن فرط الشعر الكلي الدائم هو نتيجة للتغيرات الجينية في الكروموسوم 17 والتي تؤدي إلى إضافة أو إزالة الملايين من النوكليوتيدات. قد يكون الجين MAP2K6 عامل مساهم في هذه الحالة. وقد يكون أيضا بسبب التغير في الكروموسوم الذي يؤثر في نسخ الجينات.

الحالات الطبية

عادة ما يظهر فرط الشعر الوبري المكتسب مع مرض السرطان. وترتبط هذه الحالة أيضا باضطرابات الأيض، كفقدان الشهية، أو بعدم توازن الهرمونات، كفرط نشاط الغدة الدرقية، أو قد تكون أثر جانبي لأدوية معينة.

ظهور فرط الشعر الكلي المكتسب قد يكون بسبب مرض السرطان ويعرف نمو الشعر الناتج بالرث الخبيث. علاقة السرطان بفرط الشعر غير معروفه. ومن المعروف أيضا أن علاجات المينوكسيديل الموضعية والفموية تسبب فرط الشعر الكلي المكتسب.

الأدوية

فرط الشعر المحلي المكتسب

يعتقد بأن المينوكسيديل، وهو علاج يمنع تساقط الشعر، يثير فرط الشعر المحلي المكتسب. فالأدوية التي تسبب تغير في الشعر غالبا ماتكون معكوسة.

التغير الجيني الصحيح الذي يسبب فرط الشعر الخلقي المقيد والمحلي والوحمي غير معروف.

الاعتلال الوظيفي

يمكن لآليات عديدة أن تقود إلى فرط الشعر. وتتضمن أحدها تلك المناطق من البشرة التي يتحول فيها الشعر من زغبي قليل إلى شعر دائم وكثير. ويحدث هذا التحول بصورة طبيعيه عند مرحلة البلوغ حين تنمو بصيلات الشعر الزغبي أسفل الذراعين وفي الأفخاذ لتصبح بصيلات شعر دائم. ففرط الشعر يتضمن هذا النوع من التحول ولكن في مناطق ليس من الطبيعي أن يظهر بها شعر دائم. لم تفهم آلية هذا التحول بصورة جيدة.

أما الآلية الأخرى فتتضمن تغير في دورة الشعر. هناك ثلاث مراحل لدورة الشعر: طور الأناجين ( وهو الطور الذي ينمو فيه الشعر) وطور الكاتاجين ( وهو الطور الذي تموت فيه بصيلة الشعر) وطور التيلوجين ( وهو الطور الذي يتساقط فيه الشعر). فإذا زاد طور الأناجين عن المستوى الطبيعي فإن تلك المنطقة من الجسم ستصاب بزيادة في نمو الشعر.

## التشخيص
يتم تشخيص فرط الشعر سريريا من خلال نمو الشعر الذي يزيد عن ما هو متوقّع بالنسبة للجنس والسن والعرق في مناطق غير حساسة للأندروجين. هذه الزيادة قد تكون على في الطول والكثافة وقد تتألف من أي نوع من الشعر (الوبري، الزغبي، الدائم).

## المعالجة
لايوجد علاج لأي نوع من فرط الشعر الخلقي. . أما علاج فرط الشعر المكتسب فإنه يعتمد على المحاولة لعلاج السبب الكامن. فالأنواع المكتسبة من فرط الشعر لها مصادر متعددة وغالبا مايتم معالجتها عن طريق إزالة العامل المسبب لها ومثال على ذلك الأدوية التي لها آثار جانبية غير مرغوبه. ويمكن التقليل من جميع أنواع فرط الشعر المكتسبة والخلقية عن طريق إزالة الشعر. تصنف علاجات إزالة الشعر إلى تقسيمين أساسيين وهما: الإزالة المؤقتة والإزالة الدائمة.
ويمكن أن يكون لهذه العلاجات آثار عكسيه تسبب الندبات وفرط الحساسية.
تدوم نتيجة إزالة الشعر المؤقتة لساعات أو لعدة أسابيع وذلك يعتمد على الطريقة المستخدمة. وهذه الإجراءات هي تجميلية بحته. طرق إزالة الشعر مثل القص والحلاقة وكريمات إزالة الشعر تزيل الشعر على مستوى الجلد فقط ونتائجها تدوم لعدة ساعات أو أيام. أما طرق نتف الشعر باستخدام التحليل الكهربي أو الشمع أو السكر أو الخيط تزيل كامل الشعر من جذوره ونتائجها تدوم لعدة أيام أو أسابيع.
وبالنسبة لإزالة الشعر الدائمة فتكون باستخدام الكيماويات أو أنواع متعددة من الطاقة والتي تهدف الخلايا المسببة لنمو الشعر. تعد إزالة الشعر باستخدام الليزر طريقة فعالة لإزالة الشعر المصطبغ فقط حيث أنه لا يعالج الشعر الأبيض. يهدف الليزر صبغة الميلانين في الثلث الأدنى لبصيلة الشعر وهي المنطقة الهدف. يتم التحليل الكهربائي باستخدام تيار كهربائي أو تسخين مركزي. وقد سمحت هيئة الغذاء والدواء الأمريكية باستخدام مصطلح «إزالة الشعر الدائمة» للتحليل الكهربائي فقط وذلك لأنه قادر لعلاج جميع الوان الشعر.
الأدوية التي تقلل من إنتاجية الشعر تحت التجربة حاليا. هناك خياران طبيان. الأول يكبت هرمون التستوستيرون عن طريق زيادة الغلوبيولين المرتبط بالهرمون الجنسي. والآخر يتحكم بزيادة إنتاجية الشعر من خلال تنظيم الهرمون الملوتن.

## علم الأوبئة
تعد الأنواع الخلقية من فرط الشعر نادرة. فقد تم تسجيل 50 حالة فقط من فرط الشعر الخلقي الوبري منذ العصور الوسطى وأقل من 100 حالة من فرط الشعر الخلقي الكلي تم توثيقها في المنشورات العلمية وبواسطة الإعلام. ويعتبر فرط الشعر الخلقي الكلي منعزل لعائلة واحدة في المكسيك. أما فرط الشعر المكتسب والشعرانية فهما شائعان أكثر. فعلى سببيل المثال تحدث الشعرانية عند 10% من النساء من عمر 18 إلى 45.

## المجتمع والثقافة
يجد معظم المصابون بفرط الشعر مهن كمؤدي أعمال سيرك وحلاقين. بعض من الذين كان لديهم فرط في الشعر هم فيدرو جيفوتشو ( المعروف باسم جوجو ذو وجه الكلب) وستيفان بيبوروسكي ( المعروف باسم ليونيل ذو وجه الأسد) وجوسس (تشاي) اكيفيس ( المعروف بالمستئذب ) و آني جونز ( المعروفة باسم المرأة الملتحيه) فرط الشعر الواسع يحمل عبء عاطفي ويمكن أن يسبب إحراج تجميلي ولكن البعض لايحاول العلاج لقولهم بأنه يعرف بأنفسهم.
جوليا باسترانا
سافرت جوليا باسترانا (1834-1860) حول الولايات المتحدة في عرض مفزع كالمرأة الملتحيه آسره انتباه العديد من الفنانين. وتم وصفها بحصولها على شعر داكن وزائد موزع بالتساوي في كل مكان من سطح جسمها وفي راحة يديها أيضا. اعتقد في البداية بأنها مصابة بفرط الشعر الخلقي الوبري ولكن أشار اقتران إصابتها بالنوع الكلي من المتلامة مع أصابتها بتضخم اللثة إلى أنها كانت مصابة بفرط الشعر الخلقي الدائم. ولم يتم تأكيد هذا إلا بعد وفاتها عندما وضح أن متلازمتها المرتبطة بالكروموسوم x قد سببت ظهور شعر دائم.

سوباترا ساسوبان

في عام 2011 تم تسمية سوباترا ساسوبان والتي تبلغ من العمر 11 سنه ( تسمى بالتايلانديه: สุพัตรา สะสุพันธ์ والمولودة في شهر 5 من عام 2000 ) بالفتاة الأكثر شعرا من قبل موسوعة غينيس للأرقام القياسية.

العائلة المشعِرة في بورما

أحد التسجيلات في التاريخ فيما يتعلق بفرط الشعر الخلقي الوبري هي العائلة المشعِرة في بورما وتعد نسب لأربعة أجيال من المرض . جون كروفورد كان يقود مهمة عبر بورما من أجل الحاكم العام للهند في عام 1826. فروى عن اجتماع بينه وبين رجل مشعِر يدعى شوي مونغ الذي عاش في قصر الملك افا ومثَل كهزلي . وكان لديه أربعة أطفال: ثلاثة منهم غير متأثرين بفرط الشعر الخلقي أما الطفلة الرابعة وهي مافون فقد كان مصابة به. وفي مهمة أخرى للملك آفا تم وصف مافون كامرأة ثلاثينية لديها ولدين أحدهما كان مصاب بفرط الشعر وهو مانوغ فوسيت والذي كان لديه أيضا ابنه مصابة تدعى ماه مي . كان لدى جميع افراد العائلة المصابون بفرط الشعر مشاكل في الأسنان بينما الأفراد الغير مصابين لديهم أسنان جيدة جدا.

## التاريخ
بيدرو جونزاليز من جزيرة الكناري كان أول حالة يتم تسجيلها لفرط الشعر. آلدروفاندي هو من قام بتسجيل هذه الحالة في منتصف القرن 17 ونتم نشرها في متن كتابه Monstrorum Historia cum Paralipomenis historiae omnium animalium الذي تم نشره عام 1642. فقد سجل ابنتين وابن وحفيد مصابون بفرط الشعر من عائلة جوماليز واطلق عليهم اسم عائلة أمبراس بعد أن اقتربت قلعة أمبراس من مدينة إنسبروك حيث تم إيجاد صور العائلة. ولوحظت 50 حالة تقريبا من فرط الشعر خلال الثلاث مئة سنة التالية. وصف العالم رودلف فيرتشو نوع من أنواع فرط الشعر بارتباطه مع تضخم اللثة في عام 1873.

أثير خالد الدوسري 7EC جامعة الاميرة نورة 2015

## روابط خارجية
- العائلة الشعراء (كثيرة الشعر) في بورما